# Selbständige Verordnung
Die selbständige Verordnung ist eine Verordnung, die direkt auf eine verfassungsgesetzliche Grundlage gestützt und daher ohne einfachgesetzliche Ermächtigung erlassen werden kann (daher auch "verfassungsunmittelbare Verordnung". Gegensatz dazu: Durchführungsverordnung bzw. Vollziehungsverordnung).
Soweit eine solche selbständige Verordnung gemäß einschlägiger verfassungsrechtlicher Bestimmungen erlassen werden darf, darf diese nicht gegen die Verfassung selbst oder geltende Gesetze verstoßen, soweit diesbezüglich keine Ausnahmen vorgesehen sind (gesetzesändernde Verordnungen).
Selbständige Verordnungen werden in Form von allgemein verbindlichen Verordnungen (Rechtsverordnung) oder als Verwaltungsverordnungen (bindet nur die Verwaltungsorgane, an welche sie gerichtet ist) ausgestaltet. Beispiel: In Österreich und Liechtenstein sind selbständige Verordnungen sowohl als Rechtsverordnungen als auch Verwaltungsverordnungen zulässig.

## Formen
Es wird bei den selbständigen Verordnungen in
- gesetzesvertretende Verordnungen,
- gesetzesergänzende Verordnungen,
- gesetzesändernde Verordnungen

unterschieden.

## Verweise
1. ↑   BGE 103 IV 192, E. 2a: Eine Vollziehungsverordnung darf nicht über den Rahmen hinausgehen, den das Gesetz absteckt. Die Vollziehungsverordnung hat die Funktion Bestimmungen des Gesetzes zu präzisieren, gegebenenfalls echte Lücken zu füllen und, soweit notwendig, das anwendbare Verfahren festzulegen. Die Vollziehungsverordnung enthält daher keine neuen Vorschriften, welche den Anwendungsbereich eines Gesetzes ausdehnt und Rechte der Normunterworfenen beschränkt oder diesen Verpflichtungen auferlegt.